# Pallene (Mond)
Pallene (auch Saturn XXXIII) ist der dreizehnte und einer der kleinsten der 274 bekannten Monde des Planeten Saturn. Ihre Umlaufbahn liegt zwischen denen der großen Monde Mimas und Enceladus. Die Monde dieses Abschnitts, zu dem auch Methone und Anthe gehören, werden die Alkyoniden-Gruppe genannt.

## Entdeckung
Pallene wurde am 16. August 2004 von dem Astronomen Sébastien Charnoz zusammen mit Methone auf fotografischen Aufnahmen vom 1. Juni 2004 der Raumsonde Cassini-Huygens entdeckt. Charnoz ist Mitarbeiter des wissenschaftlichen Teams (Leiterin Carolyn C. Porco, Charnoz, André Brahic und Luke Dones) von Cassini-Huygens und arbeitet an der Universität von Paris. Da es sich bei den kleineren, bislang nicht entdeckten Monden um äußerst lichtschwache Objekte handelt, hatte die Sonde Cassini 75 Paare von langbelichteten Aufnahmen um den Saturn herum gemacht. Charnoz ließ die Aufnahmen mittels einer von ihm entwickelten Software untersuchen. Dabei fand er die Monde Pallene und Methone.
Es ist allerdings möglich, dass der Mond bereits von der Raumsonde Voyager 2 in den 1980er Jahren beobachtet wurde. Damals erhielt er, falls es sich um Pallene handelte, die Bezeichnung S/1981 S14. Es ist aber auch möglich, dass es sich dabei auch um Methone handelt.
Pallene erhielt zunächst die vorläufige Bezeichnung S/2004 S 2. Am 21. Januar 2005 wurde der Mond dann nach einer der sieben Töchter des Giganten Alkyoneus aus der griechischen Mythologie benannt (Alkyoniden). Alkyoneus war ein Sohn von Gaia und dem Blut von Uranos. Der Gigant kam im Gigantenkampf durch Herakles ums Leben. Pallene und ihre sechs Schwestern (darunter Methone und Anthe) waren über den Tod des Vaters so in Trauer, dass sie sich vom kanasträischen Vorgebirge ins Meer hinab stürzten. Aber aus Mitleid rettete ihnen die Okeanide (oder Nereide) Amphitrite das Leben und verwandelte sie in Eisvögel.

## Bahneigenschaften

Animation der Umlaufbahn von Pallene.

### Umlaufbahn
Pallene umkreist Saturn auf einer prograden, fast perfekt kreisförmigen Umlaufbahn in einem mittleren Abstand von 212.280 km (ca. 3,522 Saturnradien) von dessen Zentrum, also etwa 152.012 km über dessen Wolkenobergrenze. Die Bahnexzentrizität beträgt 0,004, die Bahn ist 0,181° gegenüber dem Äquator von Saturn geneigt, liegt also fast in der Äquatorebene des Planeten. Durch die niedrige Exzentrizität variiert die Bahn in der Entfernung zu Saturn um etwa 1.700 km.
Die Umlaufbahnen des nächstinneren Mondes Anthe ist im Mittel etwa 14.580 km vom Orbit von Pallene entfernt, die Entfernung der Bahn des nächstäußeren Mondes Enceladus beträgt im Mittel etwa 25.668 km.
Pallene umläuft Saturn in 1 Tag, 3 Stunden, 41 Minuten und 23,6 Sekunden. Sie benötigt für einen Umlauf 2 Stunden und 48,8 Minuten länger als der innere Nachbar Anthe. Sie legt in 24 Stunden eine Strecke von 311° zurück.
Pallene befindet sich in gravitativer Wechselwirkung mit dem außen laufenden Enceladus und zu einem geringeren Anteil vom innen laufenden Mond Mimas. Dadurch wird ihre Umlaufbahn von beiden Monden stark gestört. Der viel massigere Enceladus verursacht durch seine Gravitation Abweichungen in der Pallene-Bahn von etwa 4 km. Der Einfluss (der Bahnresonanz) führt auch dazu, dass sich Pallene in 0,02° Länge auf ihrer Bahn vor und zurück bewegt. Die Exzentrizität variiert in bestimmten Zeitabständen zwischen 0,002 und 0,006, die Bahnneigung zwischen 0,178° und 0,184°.

### Pallene-Ring
Trotz der geringen Größe von Pallene wurde vor und hinter dieser 2006 ein Ringsystem entdeckt. Es wird angenommen, dass der Pallene-Ring wahrscheinlich aus Material entstanden ist, die durch Mikrometeoriten aus Pallene herausgeschlagen wurden. Der diffuse Ring erstreckt sich in etwa 2.500 km Breite und verteilt sich im Unterschied zu den benachbarten Ringbögen von Methone und Anthe über die ganze Bahn von Pallene; es ist ein geschlossener Ring.

### Rotation
Die Rotationszeit ist gleich der Umlaufzeit und Pallene weist damit, wie der Erdmond, eine synchrone Rotation auf, die sich somit ebenfalls binnen 1 Tag, 3 Stunden, 41 Minuten und 23,6 Sekunden vollzieht. Die Rotationsachse ist 0° gegenüber der Umlaufbahn geneigt.

## Physikalische Eigenschaften

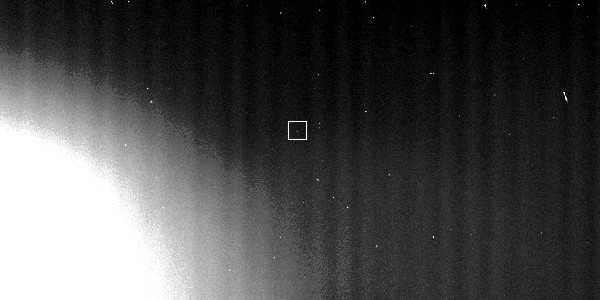
Pallene neben überbelichtetem Saturn.

Pallene hat einen mittleren Durchmesser von 5,0 km. Auf den Aufnahmen der Cassini- und Voyager-Sonden erscheint der Mond als ein bemerkenswert rundlicher Körper mit Abmessungen von 5,8 × 5,6 × 4,0 km, wobei die Längsachse auf Saturn ausgerichtet ist. Da die Dichte des Mondes nicht vollumfänglich gesichert ist, variiert sie daher zwischen 0,5 und 2,0 g/cm3. Daraus ergibt sich eine Masse von 1,7 bis 7,0 · 1013. Legt man eine mittlere Dichte von 1,17 g/cm3 wie beim benachbarten Mond Mimas zugrunde, so ergibt sich eine Masse von 3,92 · 1013 kg. An seiner Oberfläche beträgt die Schwerebeschleunigung 0,35 mm/s2.
Bislang gibt es zwei Theorien zur Entstehung der drei nahe beieinander liegenden Monde Pallene, Methone und Anthe: Einerseits könnten sie von Mimas oder Enceladus durch eine Kollision mit einem Kometen oder Asteroiden herausgebrochen worden sein, andererseits könnten alle fünf Monde Rückstände eines größeren Asteroidenschwarms sein, der Saturn zu nahekam. Saturn hätte diese dann mit seiner Schwerkraft eingefangen.

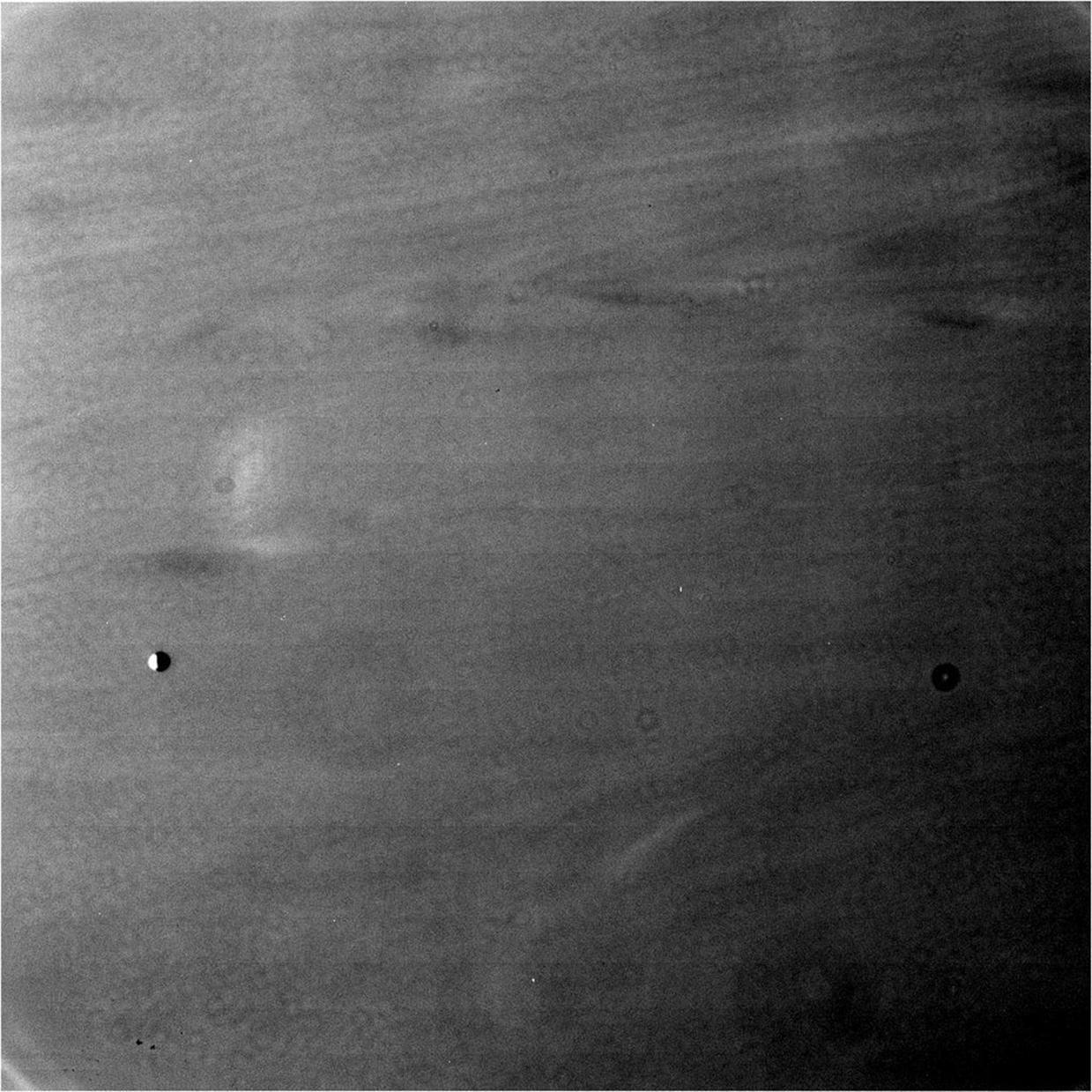
Pallene als Halbmond vor dem Saturn am 16. Oktober 2010.

## Erforschung
Pallene weist eine scheinbare Helligkeit von 25,0m auf, im Verhältnis zu Saturn entspricht das 1:5 Milliarden. Pallene wurde von bislang zwei Raumsonden abgebildet, nämlich von Voyager 2 am 25. August 1981 und schließlich von Cassini-Huygens. Allerdings konnte die Entdeckung durch die Voyager-Sonde nicht gesichert werden, da der Mond höchstwahrscheinlich auf nur einer einzigen Aufnahme von Voyager 2 vom 23. August 1981 zu sehen war. Der Abstand wurde damals auf etwa 200.000 km geschätzt und trifft daher auf Pallene und Methone zu.
Seit der Entdeckung 2004 konnten ihre Bahnparameter durch die Sonde Cassini, die seit dem 1. Juli 2004 den Saturn umkreist, präzisiert werden. Der dichteste Vorbeiflug von Cassini ereignete sich am 16. Oktober 2010, als die Sonde Pallene in einer Entfernung von 36.000 km passierte, es  fand jedoch kein gezielter Vorbeiflug statt.